# Олексій Павлович фон Будберг
Барон Олексій Павлович фон Будберг (1869—1945) — російський військовий та державний діяч, генерал-лейтенант. Керував військовим міністерством в уряді адмірала Колчака.

## Твори
- Будберг барон Алексей Павлович. Дневник белогвардейца